# Doja Cat
Amala Ratna Zandile Dlamini (Los Angeles, 21 de outubro de 1995), conhecida profissionalmente como Doja Cat, é uma rapper, cantora, compositora, produtora musical americana. Nascida e criada em Los Angeles, ela começou a fazer e a lançar música no SoundCloud quando era adolescente. A sua canção "So High" chamou a atenção da Kemosabe e da RCA Records, com a qual assinou um contrato discográfico conjunto aos 17 anos de idade, lançando posteriormente o seu EP de estreia Purrr! em 2014.
Depois de um hiato da música comercial e o lançamento sem incidentes de seu álbum de estúdio de estreia, Amala (2018), Doja Cat ganhou sucesso viral como um meme da internet com seu videoclipe do single de 2018, "Mooo!", uma canção sobre ser uma vaca. Capitalizando em sua crescente popularidade, seu segundo álbum de estúdio, Hot Pink (2019), alcançou o top 10 da Billboard 200 dos Estados Unidos e gerou o single "Say So", que liderou a parada Billboard Hot 100 após o lançamento de um remix com Nicki Minaj. Este álbum foi seguido por Planet Her (2021), que passou três semanas consecutivas no número 2 na Billboard 200 e gerou os singles top 10, "Kiss Me More" (com SZA) e "Need to Know".
Descrita pelo The Wall Street Journal como "uma rapper tecnicamente habilidosa com um forte senso melódico e uma presença visual ousada", Doja Cat é conhecida por criar vídeos musicais e canções que alcançam popularidade em aplicativos de redes sociais como o TikTok. Ela também é bem versada na própria internet, e é famosa pela sua personalidade absurdamente humorística e presença online. Além das nomeações para onze Grammy Award, Doja Cat recebeu inúmeros prêmios ao longo da sua carreira, incluindo um Guinness World Record, um Billboard Music Award, cinco American Music Awards e três MTV Video Music Awards.

## Biografia
Amala Ratna Zandile Dlamini nasceu em 21 de outubro de 1995, em uma família artística no bairro Tarzana de Los Angeles, Califórnia. Sua mãe, Deborah Sawyer, é uma designer gráfica judia-americana, e seu pai, Dumisani Dlamini, é um ator sul-africano de ascendência Zulu, mais conhecido por estrelar como Crocodile no elenco original da Broadway do musical Sarafina! e o filme de 1992 com o mesmo nome. Os dois tiveram um breve relacionamento depois de se conhecerem na cidade de Nova Iorque, onde Dumisani se apresentou na Broadway, mas ele estava muito ocupado em turnê para passar um tempo com Amala e seu irmão. Ele afirma ter deixado sua família nos EUA para a África do Sul por saudades de casa, na esperança de que eles se juntassem a ele lá, mas Doja Cat em várias ocasiões sugeriu que ela está afastada de seu pai, alegando que ela "nunca o conheceu". Seu pai negou essas alegações, alegando que ele tem um relacionamento "saudável" com sua filha e que sua equipe de gestão tentou bloquear todas as suas tentativas de contatá-la com medo de perdê-la.

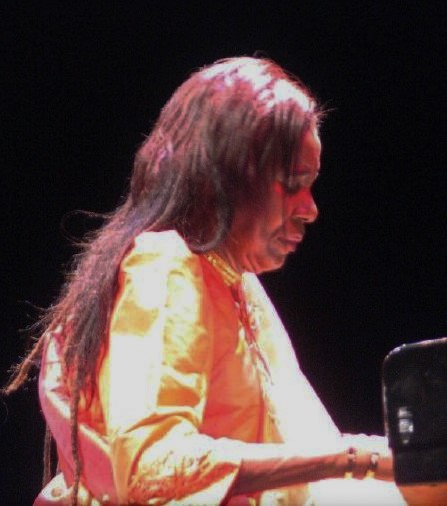
Dlamini passou seus anos de pré-adolescência praticando o hinduísmo em um ashram liderado por Alice Coltrane (foto).

Logo após seu nascimento, Dlamini se mudou de Tarzana para Rye, Nova Iorque, onde viveu por cinco anos com sua avó materna, uma arquiteta e pintora judia. Aos oito anos de idade, Dlamini se mudou com sua mãe e irmão para o Ashram Sai Anantam, uma comuna nas montanhas de Santa Mônica, e praticou hinduísmo por quatro anos. A swami e fundadora da comuna foi a musicista de jazz norte-americana Alice Coltrane (conhecida pelo nome sânscrito Turiyasangitananda). Enquanto morava na comuna, Dlamini começou a usar lenços cobrindo a cabeça e cantando bhajans no templo, mas sentiu que não poderia "ser uma criança" adequada com os costumes restritivos do hinduísmo. Sua família então voltou para a Califórnia em Oak Park, onde ela começou a frequentar aulas de dança e experimentou uma "infância esportiva", muitas vezes andando de skate e visitando Malibu para acampamentos de surf. Dlamini e seu irmão também sofreram um racismo severo, pois eram algumas das únicas crianças mestiças da região. Ela afirma não ter tido interesse na escola a partir de então, em vez disso, gosta de dançar. Enquanto estava no ashram, ela dançava o estilo de dança clássica indiana chamada Bharatanatyam. À medida que crescia e se afastava do ashram, ela passou para aulas de breakdance e se juntou a uma trupe profissional de popping com quem competiu em batalhas de dança em Los Angeles enquanto ainda frequentava o ensino médio. Sua tia, uma treinadora vocal, deu aulas de canto a Dlamini para ajudá-la a fazer uma audição para a Central Los Angeles Area New High School #9, uma escola de artes cênicas em Los Angeles. Ela frequentemente faltou a escola para participar de salas de bate-papo on-line, e eventualmente desistiu aos 16 anos enquanto estava no primeiro ano. Ela atribui esse ato às suas lutas com o transtorno do déficit de atenção e hiperatividade (TDAH), alegando que "parece que eu estava presa em um ponto e todos os outros estavam progredindo constantemente".

## Carreira

### 2012–2017: Começo de carreira
Doja Cat descreveu a vida depois de abandonar a escola como "bagunçada", alegando que dormiu no chão e passou "noite e dia" navegando na internet, procurando batidas e instrumentais no YouTube que baixou e usou para criar sua própria música. Ela aprendeu sozinha a cantar, fazer rap e usar o GarageBand enquanto estava em casa sem emprego, frequentemente fazendo música e fazendo upload para o SoundCloud. No final de 2012, "So High" se tornou o primeiro upload permanente em sua conta no SoundCloud, e logo chamou a atenção do produtor musical Yeti Beats, que a convidou para gravar em seu estúdio no bairro de Echo Park, que também serviu como "um oásis para Doja escapar do tumulto em casa". Ele a conectou com a Kemosabe Records, um selo da RCA Records, onde ela assinou em março de 2014 sob o executivo da gravadora Dr. Luke e sua editora Prescription Songs aos 17 anos. Este acordo também veio com uma parceria temporária de gerenciamento de artistas com a Roc Nation.
Em agosto de 2014, Doja Cat lançou seu EP de estreia, Purrr!, descrito como "R&B espacial e influenciado pelo leste" pelo The Fader. "So High" foi repaginada e lançada como seu single de estreia comercial antes do lançamento do EP, e mais tarde foi incluída na série Empire da Fox no terceiro episódio da primeira temporada do programa. Em meados de 2015, Doja Cat assinou temporariamente com a gravadora de OG Maco, OGG. Após a assinatura, no final de 2016, Maco e Doja Cat colaboraram na canção "Monster", da mixtape de Maco, Children of The Rage, de 2017. Ela começou a experimentar o bloqueio do escritor, o que a levou a recusar a oferta da cantora norte-americana Billie Eilish de aparecer em seu single, "Bellyache", de 2017. Doja Cat pararia de lançar música por um tempo em meio ao que ela descreve como um "limbo criativo", que foi influenciado por suas gravadoras não prestarem muita atenção a ela, bem como os efeitos de "se encontrar" e fumar muita maconha.

### 2018–2019:Amalae "Mooo!"

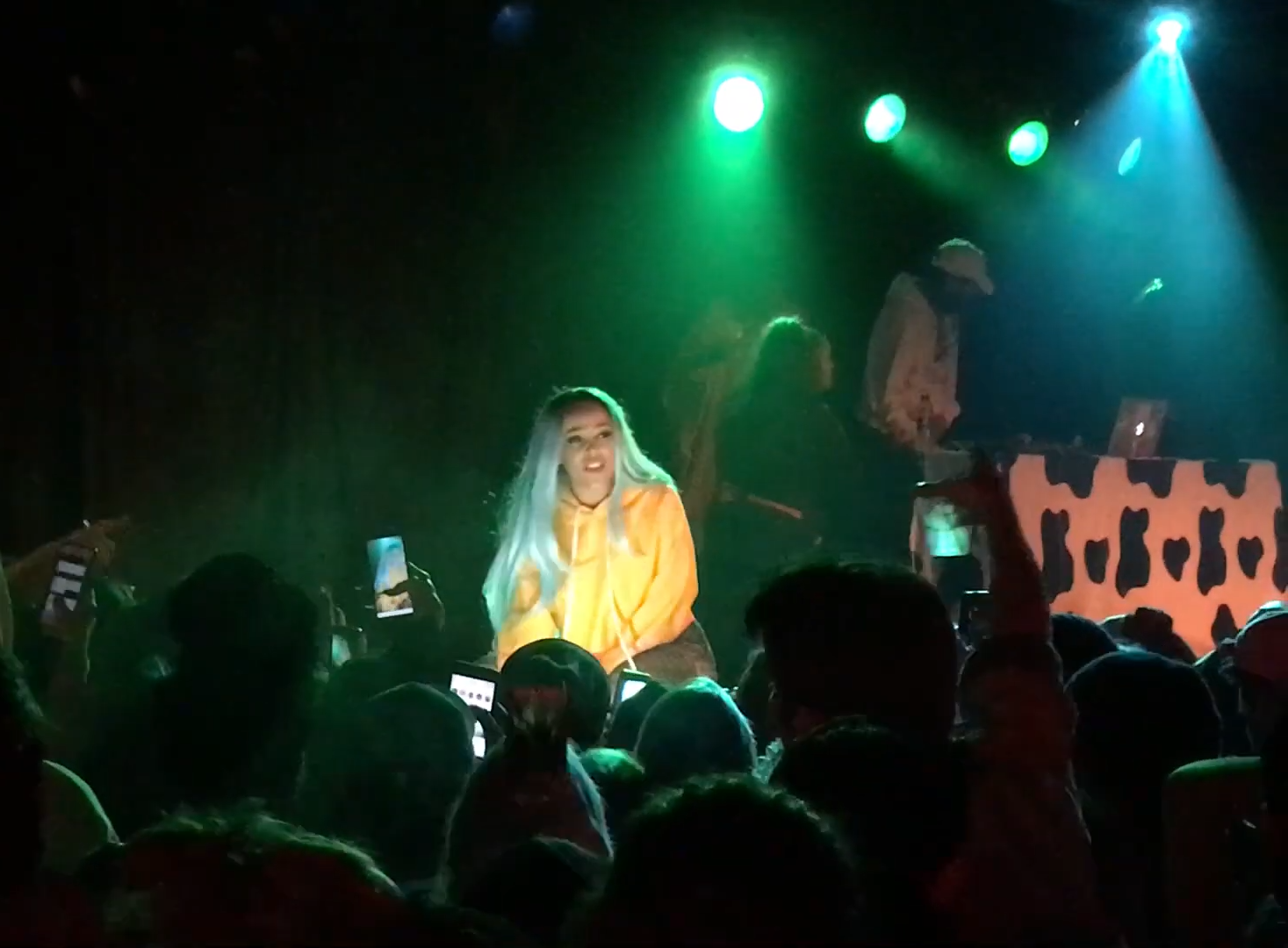
Doja Cat se apresentando em outubro de 2018 após o sucesso de "Mooo!".

Em fevereiro de 2018, Doja Cat lançou a canção "Roll with Us", seu primeiro grande lançamento comercial em quatro anos, após um breve hiato. No mês seguinte, ela lançou "Go to Town" como o primeiro single de seu álbum de estreia, com um videoclipe acompanhante. "Candy" foi lançada como o segundo single do álbum no mesmo mês. A faixa mais tarde se tornou um sucesso depois que um "desafio de dança" na plataforma de compartilhamento de vídeos TikTok se tornou viral no final de 2019. O single consequentemente entrou nas paradas em países como Austrália, Canadá e Estados Unidos, alcançando o número 86 neste último na Billboard Hot 100, tornando sua primeira entrada solo na parada.
Em 30 de março de 2018, o primeiro álbum de estúdio de Doja Cat, Amala, foi lançado pela RCA e Kemosabe Records, e incluiu os três singles. Seu lançamento foi em grande parte sem intercorrências, pois foi ignorado pelos críticos e não conseguiu entrar nas paradas em nenhum mercado. Desde então, Doja Cat expressou forte desdém pelo disco, alegando que ele não a representa inteiramente como artista e que não é um "álbum finalizado", já que ela estava constantemente festejando ou chapada em maconha durante sua gravação. Ela afirma que também foi apressada para cumprir os prazos das gravadoras que pagaram "quase nenhum apoio".
Em agosto de 2018, Doja Cat publicou por conta própria o videoclipe caseiro de "Mooo!", uma canção sobre ser uma vaca. O vídeo prontamente obteve sucesso viral como um meme da internet, atingindo mais de três milhões de visualizações em uma semana. Devido à demanda popular após esse sucesso viral, a versão single de "Mooo!", foi lançada em plataformas digitais no final daquele mês como o primeiro single da edição deluxe de Amala. Foi seguida pelo lançamento do segundo single, "Tia Tamera", com Rico Nasty, e seu videoclipe acompanhante em fevereiro de 2019. A edição deluxe completa de Amala foi lançada em 1 de março de 2019 e contou com as faixas bônus "Mooo!", "Tia Tamera" e "Juicy". Acredita-se que o sucesso de "Mooo!" tenha "provado irrefutavelmente" às suas gravadoras que Doja Cat era uma artista comercializável, o que os levou a começar a prestar mais atenção a ela.

### 2019–2020: Sucesso comHot Pink

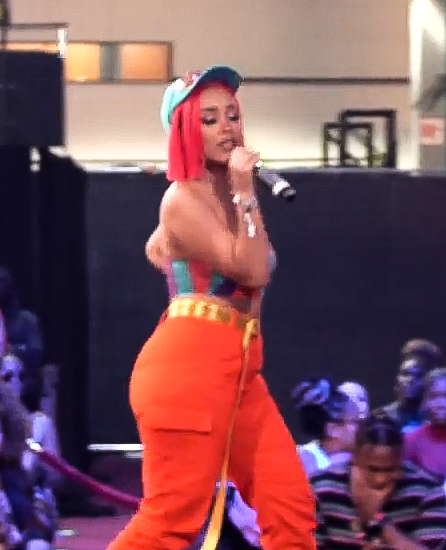
Doja Cat em agosto de 2019.

Uma versão remixada da canção "Juicy" de Doja Cat, da versão deluxe de Amala, contém um verso do rapper norte-americano Tyga e foi lançada ao lado de um videoclipe em agosto de 2019 como o primeiro single de seu segundo álbum de estúdio. Após o lançamento do remix, a canção estreou no número 83 na Billboard Hot 100, e finalmente chegou ao número 41. A Recording Industry Association of America (RIAA) concedeu a canção uma certificação de platina nos Estados Unidos. O sucesso da canção levou Amala a estrear pela primeira vez na parada Billboard 200 no mesmo mês. Em outubro de 2019, Doja Cat lançou "Bottom Bitch", o segundo single de seu segundo álbum. Foi seguido pelo lançamento do single "Rules" ao lado do anúncio de seu segundo álbum de estúdio Hot Pink. Hot Pink foi lançado em 7 de novembro de 2019, com críticas geralmente favoráveis. O álbum acabou chegando ao número 9 na Billboard 200. Doja Cat deveria aparecer em uma faixa intitulada "Broward Coward" de uma versão inicial do quarto álbum de estúdio do rapper norte-americano XXXTentacion, Bad Vibes Forever, no entanto, a canção acabou sendo descartada desde que a lista de faixas do álbum foi completamente revisada para seu lançamento póstumo em dezembro de 2019. Mais tarde, ela lançou o single "Boss Bitch" como parte da trilha sonora do filme Birds of Prey de 2020.
Em janeiro de 2020, "Say So" foi enviada para as rádios para se tornar o quarto single de seu álbum Hot Pink. A canção foi originalmente lançada ao lado do álbum em novembro de 2019, mas ganhou maior popularidade através da plataforma de compartilhamento de vídeos TikTok. Ela cantou a canção no The Tonight Show Starring Jimmy Fallon em 26 de fevereiro de 2020. No dia seguinte, ela lançou o videoclipe da canção, dirigido por Hannah Lux Davis. A versão solo de "Say So" chegou ao número cinco na Hot 100, tornando-se seu primeiro single no top 10, e foi a canção mais reproduzida de 2020 por uma artista feminina nos Estados Unidos. Em maio de 2020, após o lançamento de um remix de "Say So" com Nicki Minaj, o single liderou a Billboard Hot 100, tornando-se o primeiro single número um para ambos as artistas, e a primeira colaboração de rap feminina a atingir o topo da parada.

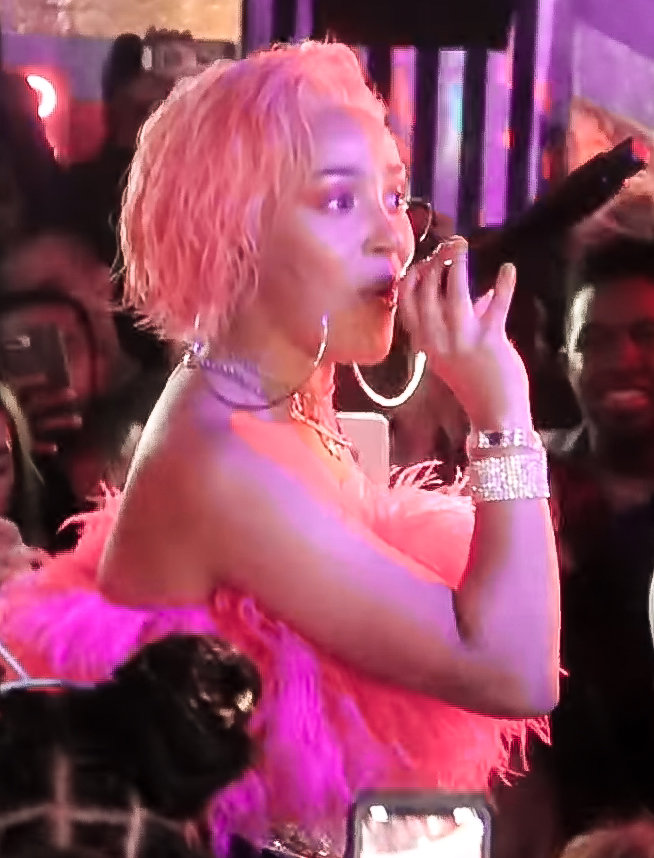
Doja Cat se apresentando na festa de lançamento Hot Pink.

Em março de 2020, Doja Cat estava pronta para embarcar na Hot Pink Tour em apoio ao álbum, antes de ser adiada devido à pandemia de COVID-19. Ela participou do remix do single "In Your Eyes", do cantor canadense The Weeknd, em maio de 2020, bem como do single "Shimmy" do rapper Lil Wayne da versão deluxe de seu álbum Funeral, de 2020. Em junho, ela participou do single "Pussy Talk" da dupla de rap City Girls. No mesmo mês, ela lançou o videoclipe de seu single "Like That". Ela também enviou a versão demo da canção "Unisex Freestyle" para o SoundCloud no final de junho de 2020. No 20.ª BET Awards, Doja Cat foi Indicada para dois prêmios, Melhor Artista Feminina de Hip Hop e Vídeo do Ano. Em agosto de 2020, sua canção "Freak", que estava no SoundCloud desde 2018, foi lançada oficialmente nas plataformas digitais.
Em agosto, Doja Cat ganhou o prêmio de Melhor Artista Revelação Push no MTV Video Music Awards de 2020, onde também cantou um medley das canções "Say So" e "Like That". Ela foi creditada como artista principal no remix da canção "Do It" de Chloe x Halle, que também contou com City Girls e Mulatto, no mês seguinte. Ela participou ao lado da cantora australiana Sia na faixa "Del Mar" do álbum Enoc, do cantor porto-riquenho Ozuna, de 2020, também lançado em setembro. O remix "Juicy" com Tyga foi indicado para Top R&B Song no Billboard Music Awards de 2020. Em outubro de 2020, Doja Cat participou do single da cantora norte-americana Bebe Rexha, "Baby, I'm Jealous", o primeiro single do segundo álbum de estúdio de Rexha, Better Mistakes. Ela cantou um medley com tema burlesco de "Juicy", "Say So" e "Like That" no Billboard Music Awards de 2020, inspirado em Chicago e Moulin Rouge. Naquele mesmo mês, Doja Cat cantou "Baby, I'm Jealous" com Rexha e "Del Mar" com Ozuna no The Tonight Show Starring Jimmy Fallon e Jimmy Kimmel Live!, respectivamente. Doja Cat participou de "Motive", faixa do álbum de Ariana Grande, Positions, de 2020, que alcançou o número 32 na Billboard Hot 100, tornando-se sua maior estreia e a segunda entrada no top 40.
Doja Cat apresentou uma versão de metal de "Say So" na cerimônia do MTV Europe Music Awards de 2020, onde também ganhou o prêmio de Melhor Artista Novo. Ela ganhou o prêmio de O Novo Artista de 2020 no 46.ª People's Choice Awards. Ela também ganhou Artista Revelação do Ano e Artista Feminina Favorita de Soul/R&B na cerimônia do American Music Awards de 2020, onde cantou "Baby, I'm Jealous" com Bebe Rexha. Em 24 de dezembro de 2020, Doja Cat lançou uma série de vídeos em seu canal no YouTube chamada "Hot Pink Sessions", onde cantou três canções duas vezes com dois "looks" diferentes. Em 31 de dezembro de 2020, Doja Cat cantou "Say So", "Like That" e "Juicy" no show anual Dick Clark's New Year's Rockin' Eve.
De acordo com as vendas nos Estados Unidos, a Billboard classificou Doja Cat no número cinco nas paradas Top New Artists of 2020 e Top Female Artists of 2020. Depois que seus streams de áudio sob demanda nos EUA aumentaram 300% a partir de 2019, a Rolling Stone a classificou no número um em sua lista dos dez maiores artistas inovadores de 2020. A Forbes nomeou Doja Cat "uma das principais estrelas de 2020", enquanto a incluía em sua lista anual 30 Under 30. Doja Cat foi a quarta musicista mais pesquisada no Google em 2020 nos Estados Unidos.

### 2021–presente:Planet Her
Em 7 de janeiro de 2021, Doja Cat participou do single "Best Friend" da rapper Saweetie, e apareceu no videoclipe acompanhante. Na semana seguinte, Doja Cat participou ao lado de Megan Thee Stallion do remix de "34+35" de Ariana Grande. Após o lançamento do remix, a canção alcançou o número 2 na Billboard Hot 100. No início de 2021, a canção de Doja, "Streets", se tornou um sucesso depois que as apresentações ao vivo da canção se tornaram virais no TikTok. O TikTok também criou um desafio viral que usa um mashup de "Streets" e "Put Your Head on My Shoulder" de Paul Anka. Isso fez com que a canção entrasse na Billboard Hot 100, onde chegou ao número 16. Doja Cat foi Indicada para três prêmios na 63.ª cerimônia anual do Grammy Awards, ou seja, Artista Revelação, e seu single "Say So" foi indicado para Gravação do Ano e Melhor Performance Pop Solo. Em 2021, ela foi colocada na lista "Time's 100 Next", que destaca 100 figuras emergentes, com seu artigo escrito pelo artista norte-americano Lil Nas X.
Doja Cat revelou o título de seu terceiro álbum de estúdio, Planet Her, em uma entrevista de março de 2021 com V. Em 10 de abril, a canção "Kiss Me More", com SZA, foi lançada ao lado de um videoclipe como o primeiro single do álbum. Recebeu aclamação da crítica, e sucesso comercial, passando dezenove semanas consecutivas no top 10 da Billboard Hot 100, quebrando o recorde de mais semanas no top 10 por uma colaboração feminina. A canção chegou ao número 3 e se tornou o terceiro single top 10 de Doja Cat. Mais tarde naquele mês, Doja Cat cantou as canções "Best Friend" com Saweetie, "Rules", "Streets" e uma versão solo de "Kiss Me More" no evento de inauguração do Fight Club de Triller. Em 23 de abril de 2021, a Doja Cat lançou um mercado NFT intitulado "Juicy Drops". Em maio de 2021, Doja Cat ganhou o prêmio de Melhor Artista Feminina de R&B no Billboard Music Awards de 2021, onde cantou "Kiss Me More" com a SZA. Mais tarde naquele mês, ela cantou uma versão solo da mesma canção em um medley com "Streets" e "Say So" no IHeartRadio Music Awards de 2021, onde ganhou o prêmio de Melhor Artista Pop Nova.

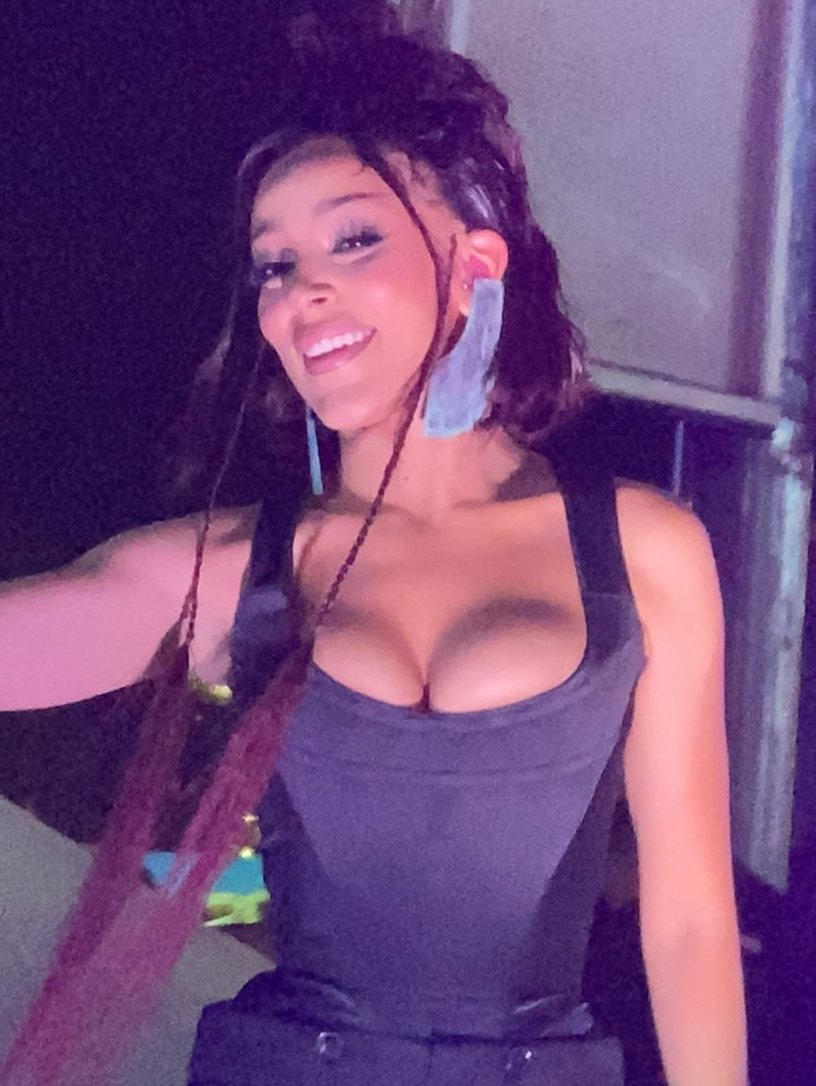
Doja Cat se apresentando em julho de 2021.

A canção "Need to Know" foi lançada ao lado de um videoclipe como o primeiro single promocional de Planet Her em 11 de junho de 2021. Doja Cat revelou que foi lançada em antecipação ao segundo single "mais importante", que foi confirmada como "You Right" com o cantor canadense The Weeknd. Doja Cat anunciou oficialmente o lançamento de Planet Her e revelou sua lista de faixas e capa do álbum através das redes sociais algumas horas antes do lançamento de "Need to Know". O álbum foi lançado com críticas geralmente positivas, e estreou no número dois na Billboard 200, onde permaneceu por mais duas semanas, tornando-se o primeiro álbum a passar suas primeiras três semanas no número dois na parada desde The Pinkprint (2014) de Nicki Minaj em janeiro de 2015. Em outros lugares, ele liderou as paradas na Nova Zelândia, e alcançou o top 5 em países como Reino Unido, Austrália, Noruega e Irlanda.
Doja Cat estrelou como o interesse romântico temporário do rapper e comediante norte-americano Lil Dicky na segunda temporada da série de TV Dave, que estreou em 16 de junho de 2021. Em 10 de setembro, ela foi anunciada como embaixadora da Pepsi e estrelou um anúncio em que faz uma reencenação moderna da canção "You're the One That I Want" do filme musical Grease, como parte de uma campanha comemorativa do lançamento da loja de refrigerantes Pepsi-Cola. Como apresentadora de televisão, Doja Cat apresentou a cerimônia do MTV Video Music Awards de 2021, onde ela também cantou as canções "Been Like This" e "You Right". Ela ganhou os prêmios de Melhor Colaboração (compartilhado com SZA por "Kiss Me More") e Melhor Direção de Arte (compartilhado com Saweetie por "Best Friend"), entre indicações para Artista do Ano, Vídeo do Ano e Melhores Efeitos Visuais. É a primeira vez na história que um indicado na categoria Vídeo do Ano apresentou a cerimônia no mesmo ano. Doja Cat foi elogiada por suas habilidades de apresentação, com a Pitchfork observando que ela "reinventou a apresentação de prêmios".
Doja Cat participou de "Scoop", canção do primeiro álbum de estúdio de Lil Nas X, Montero (2021), que foi lançado em 17 de setembro, e depois na canção "Icy Hot" do segundo álbum de estúdio do rapper norte-americano Young Thug, Punk (2021), que foi lançado em 15 de outubro. Naquele mesmo mês, ela alcançou o número um na parada Billboard Hot 100 Songwriters pela primeira vez em sua carreira, e também se tornou a primeira rapper a colocar três canções no top 10 na parada Top 40 Radio dos EUA, com "You Right", "Need to Know" e "Kiss Me More". Ela participou ao lado de Saweetie na canção "Handstand", de French Montana de seu quarto álbum de estúdio They Got Amnesia (2021). O videoclipe do quarto single do Planet Her, "Woman", foi lançado em 3 de dezembro. De acordo com a Billboard, Doja Cat fechou 2021 como a artista feminina de R&B e hip-hop mais vendida nos EUA, e a quarta artista feminina mais vendida em geral, colocando adicionalmente seis canções na Hot 100 de fim de ano. Planet Her também foi o sexto álbum mais vendido nos EUA, e o quinto álbum mais reproduzido globalmente no Spotify em 2021. Doja Cat está indicada para oito prêmios no 64.ª cerimônia anual do Grammy Awards, incluindo Álbum do Ano (Planet Her e Montero), Gravação do Ano ("Kiss Me More"), Canção do Ano ("Kiss Me More"), Melhor Álbum Vocal de Pop (Planet Her), Melhor Performance Pop de Grupo/Dupla ("Kiss Me More"), Melhor Canção de Rap ("Best Friend") e Melhor Performance de Rap Melódico ("Need to Know").

## Características musicais

### Influências

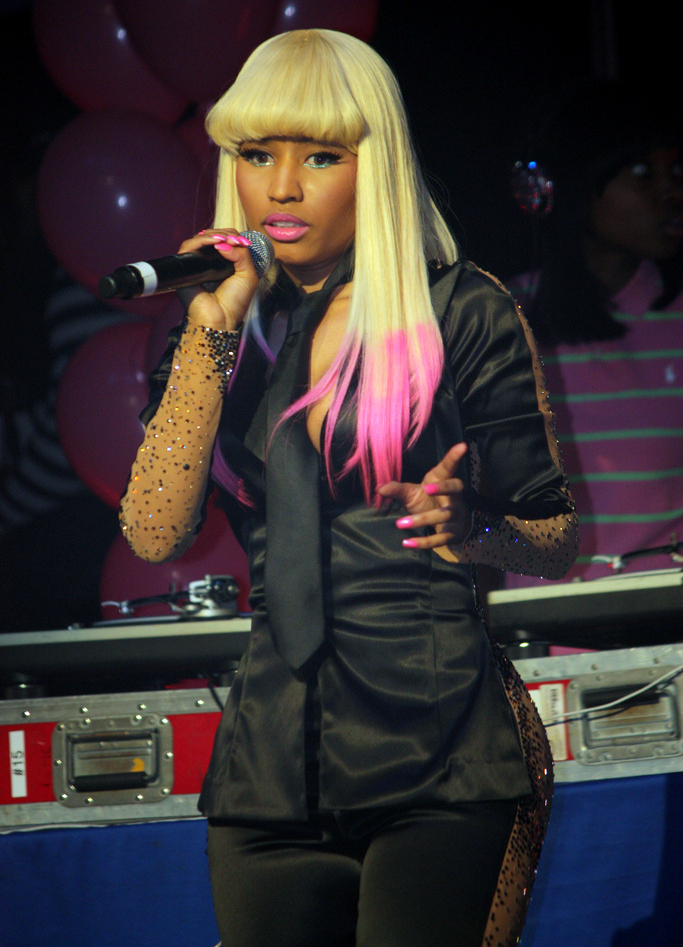
Nicki Minaj é uma das maiores influências musicais de Doja Cat.

Doja Cat cita Nicki Minaj, Rihanna, Beyoncé, D'Angelo, Missy Elliott, Janet Jackson, e Prince, entre suas maiores influências musicais. Ela também se inspira em sua formação envolvida em atividades online e se aprofundando em subculturas quando era adolescente suburbana, bem como nos artistas que sua mãe apresentou a ela quando era criança, como D'Angelo, Erykah Badu, Jamiroquai, Earth, Wind & Fire, Black Eyed Peas, Tupac, Aaliyah, DMX, India.Arie e TLC. Doja Cat citou a cultura hindu de sua infância, bem como a cultura japonesa, como inspiração para Purrr! (2014) e outros aspectos de seu início de carreira. Ela descreveu sua música como "uma esponja absorvendo água".
Na canção "Get Into It (Yuh)" de seu terceiro álbum de estúdio, Planet Her (2021), Doja Cat presta homenagem a Minaj. Os críticos observaram que o álbum como um todo foi amplamente influenciado pela própria Minaj, com o The New Yorker observando que ela "construiu o legado pop-rap estabelecido por seu antecessor Nicki Minaj", e Consequence destacando que em "Get Into It (Yuh)", ela "agradece Minaj diretamente por pavimentar o caminho para sua carreira polida de pop-rap". A escritora da XXL, Stacy-Ann Ellis, notou as "entregas de rap caricaturais semelhantes e seleções sartoriais caprichosas" de Minaj e Doja Cat no repertório anterior deste último.

### Estilo musical e temas
Quando perguntada sobre seu legado, ela revelou que, no futuro, gostaria de ser lembrada por sua versatilidade não apenas na música, mas também na arte visual e na dança. Seu segundo álbum de estúdio completo, Hot Pink, é construído com suas próprias batidas, bem como uma série de vídeos escritos e concebidos por ela mesma. Doja chamou o Hot Pink de um reinício firme para sua carreira e a representação mais "refinada e esculpida" de si mesma. Sua visão de mundo de fantasia escapista se reflete na música por seu estilo de produção otimista.

## Discografia
- Amala (2018)
- Hot Pink (2019)
- Planet Her (2021)
- Scarlet (2023)

## Turnês

### Principal
- Purrr! Tour (2014)
- Amala Spring Tour (2017–2018)
- Amala Fall Tour (2018–2019)
- Hot Pink Tour (2020; adiada por causa da pandemia de COVID-19)
- The Scarlet Tour (2023)

### Ato de abertura
- Theophilus London – Vibes Tour (2015)
- Lizzo – Good As Hell Tour (2017)